# Johann Ferdinand von Törring
Johann Ferdinand Freiherr von Törring zum Stein und Pertenstein (* 1571; † 1638 in Bad Mergentheim) war ein deutscher Landkomtur in der Deutschordensballei Lothringen. 

## Leben
Johann Ferdinand von Törring zum Stein und Pertenstein entstammte dem in Oberbayern ansässig gewesenen Hochadelsgeschlecht Törring und war der Sohn des Freiherrn Adam II. von Törring zum Stein und Pertenstein, erzbischöflich salzburgischer Marschall und Geheimrat, der 1566 in den Reichsfreiherrnstand erhoben wurde. Seine Mutter war Barbara Lucia von Greiffensee. Sie hatten auf Schloss Pertenstein ihren Familiensitz.
1592 wurde Johann Ferdinand in den Deutschen Orden aufgenommen und kam als Hauskomtur in die Kommende Virnsberg und in die Kommende Münnerstadt in der Deutschordensballei Franken. 1604 wurde er vom Hochmeister Maximilian als Nachfolger des Johann von Eltz zum Komtur in der Kommende Beckingen und der Landkommende Trier, die zur  Ballei Lothringen gehörten, ernannt. 
Nachdem im Frühjahr 1622 in der Kommende Beckingen aufgrund mehrerer Beschwerden eine Visitation durchgeführt worden war, wurde von Törring am 20. Februar 1623 wegen schweren Fehlverhaltens aus dem Amt entfernt. Sein Nachfolger wurde Philipp Arnold von Ahr. 
Von 1624 bis 1632 und erneut ab 1637 war er Komtur in der Kommende Rothenburg.
In der Pfarrkirche St. Johannes der Täufer befindet sich sein Grab.